# 1476 w literaturze
Wydarzenia literackie w 1476 roku.

## Wydarzenia
- Gramatyka grecka Konstantyna Laskarysa staje się pierwszą grecką książką, która ukazuje się drukiem
- William Caxton jako pierwszy wprowadza maszynę drukarską w Anglii, w Westminster